# Sigrid Wolf
Sigrid Wolf, née le 14 février 1964 à Breitenwang, est une ancienne skieuse alpine autrichienne.

## Palmarès

### Jeux olympiques d'hiver
| Épreuve / Édition | Calgary 1988 |
| Super-G           | Or           |

### Championnats du monde
| Épreuve / Édition | Bormio 1985 | Crans Montana 1987 | Vail 1989 |
| Descente          | 4e          | 15e                | -         |
| Super-G           | -           | 7e                 | Argent    |

### Coupe du monde
- Meilleur résultat au classement général : 9e en 1987 et 1990
  - 5 victoires : 2 descentes et 3 super-G

#### Différents classements en Coupe du monde
| Année/Classement | Général | Général | Descente | Descente | Géant  | Géant  | Super-G | Super-G | Combiné | Combiné |
| Année/Classement | Class.  | Points  | Class.   | Points   | Class. | Points | Class.  | Points  | Class.  | Points  |
| ---------------- | ------- | ------- | -------- | -------- | ------ | ------ | ------- | ------- | ------- | ------- |
| 1982             | 39e     | 26      | 14e      | 24       | 38e    | 2      | -       | -       | -       | -       |
| 1983             | 49e     | 16      | 23e      | 16       | -      | -      | -       | -       | -       | -       |
| 1984             | 68e     | 8       | 30e      | 8        | -      | -      | -       | -       | -       | -       |
| 1985             | 47e     | 22      | 19e      | 24       | -      | -      | -       | -       | -       | -       |
| 1986             | 16e     | 93      | 15e      | 35       | 17e    | 24     | 10e     | 24      | 22e     | 10      |
| 1987             | 9e      | 119     | 5e       | 61       | 14e    | 23     | 8e      | 35      | -       | -       |
| 1988             | 10e     | 110     | 6e       | 55       | 14e    | 19     | 5e      | 36      | -       | -       |
| 1989             | 10e     | 119     | 13e      | 28       | 16e    | 20     | 2e      | 71      | -       | -       |
| 1990             | 9e      | 133     | 12e      | 33       | 15e    | 27     | 2e      | 73      | -       | -       |
| 1991             | 34e     | 45      | 34e      | 5        | 20e    | 10     | 6e      | 30      | -       | -       |

#### Détail des victoires
| Édition / Épreuve | Descente  | Super-G             | Total |
| 1987              | Vail (X2) | -                   | 2     |
| 1988              | -         | Sestrières          | 1     |
| 1989              | -         | Streamboats Springs | 2     |
| 1990              | -         | Santa Caterina      | 1     |
| Total             | 2         | 3                   | 5     |